# Метакогниција
Метакогниција је, дословно, знање о когницији. Доналд Мајкенбаум описује метакогницију као свест човека о његовој когнитивној апаратури и начинима њеног функционисања.
Усмеравање пажње је под утицајем културе, што за последицу има индивидуалне разлике.
Неке разлике у метакогнитивним способностима су резултат степена развоја организма, док су друге последица наслеђа и искустава учења. 
Индивидуалне разлике у брзини којом неко учи, као и разлике у квалитету наученог, когнитивисти, присталице теорије обраде информација, објашњавају процесима извршне контроле (executive control processes), као што су селекција пажње, преслишавање ради задржавања информације, елаборативно преслишавање, организација и елаборација. Ови процеси се некада називају метакогнитивним вештинама.

## Компоненте метакогниције
Компоненте метакогниције су:
- Декларативно знање (знање шта треба урадити)
- Процедурално познавање вештине, стратегије и ресурса који су потребни да се изведе задатак (знање како нешто извести)
- Кондиционално (стратегијско) знање, односно знање када треба применити неку стратегију.

Коришћење ових метакогнитивних (регулаторних) способности назива се когнитивни надзор (cognitive monitoring). Когнитивни надзор је контрола сопствених стратегија мишљења и учења.